# Boophis axelmeyeri
Boophis axelmeyeri é uma espécie de anfíbio anuros da família Mantellidae. Está presente em Madagáscar. Não foi ainda avaliada pela UICN.